# Котман, Карл
Карл Котман (англ. Carl Wayne Cotman) — американский нейробиолог. Он является профессором неврологии в Медицинской школе Калифорнийского университета в Ирвайне, где он также является директором-основателем Института старения мозга и деменции и Института нарушений памяти и неврологических расстройств (UCI MIND). Он известен исследованиями нейрохимии болезни Альцгеймера и других форм деменции. Его исследования показали, в частности, что физические упражнения увеличивают выработку нейротрофического фактора мозга, который защищает нейроны от повреждений, связанных со старением, и способствует росту новых.